# شريان النفق الجناحي
شريان النفق الجناحي (بالإنجليزية: Artery of the pterygoid canal)‏‏ هو شريان يتفرعُ من شريان الفك العلوي.